# Кубок чемпионов по хоккею с мячом
Ку́бок чемпио́нов по хокке́ю с мячо́м (официально англ. FIB Champions Cup или Edsbyn Champions Cup) — международный предсезонный клубный турнир по хоккею с мячом, ежегодно проводившийся на льду крытой «Свенска Фенстер Арены» в шведском городе Эдсбюне с 2004 по 2015 год.
С 2016 года потерял статус международного турнира под эгидой ФИБ.

## История
Турнир был учреждён в 2004 году и приурочен к первой после долгого перерыва победе местного «Эдсбюна» в чемпионате страны. Сам же турнир стал первым, прошедшем в закрытом помещении — в недавно построенной «Дина Арене» (с 2013 года она называется «Свенска Фенстер Арена»). Тогда Чемпионский кубок собрал практически все сильнейшие команды мира: шесть шведских (все полуфиналисты и один четвертьфиналист плей-офф чемпионата Швеции, а также клуб «Бруберг», не попавший в плей-офф чемпионата Швеции сезона 2003/2004) и два российских («Водник» — чемпион России сезона 2003/2004, «СКА-Нефтяник» — обладатель Кубка России 2004 года). На следующий год число участников увеличилось до ставших традиционными двенадцати команд (восемь от Швеции и четыре от России). На предварительной стадии они разбиваются на две группы, по итогам матчей в которых проводятся стыковые игры за итоговые места.
Часто клуб-чемпион России не принимал участия в турнире: «Водник» в 2005 году, московское «Динамо» в 2007 и 2009 годах, «Динамо-Казань» в 2011 году, «Енисей» в 2014 и 2015 годах, в этих случаях освободившуюся вакансию заполняли другие шведские клубы, либо, как было в 2005 году, финский ТоПВ. С 2013 года не выступала на турнире и вся четвёрка сильнейших клубов чемпионата Швеции по итогам сезонов, предшествующих турнирам.
Чемпионский кубок считался потенциальным конкурентом Кубка мира, который также предшествует старту хоккейного сезона. Этому способствовало то, что матчи Чемпионского кубка изначально проходили на крытой арене (матчи Кубка мира до 2008 года проводились на открытом стадионе), не подвластной капризам погоды. Ещё одно преимущество — классический формат матчей 2 тайма по 45 минут и размеренный календарь (в отличие от марафона Кубка мира с его укороченным регламентом 2х30). К минусам турнира относятся отдалённость Эдсбюна и отсутствие необходимой инфраструктуры для приёма большого количества туристов, а также сроки проведения турнира, который проходит в середине или конце сентября, когда шведские команды, имеющие крытые ледовые арены, проводят планомерную подготовку к сезону и не заявляются для участия в турнире. Для большинства же российских команд, не имеющих крытых площадок, турнир предполагал получение игровой практики перед предстоящим сезоном.
Некоторые обозреватели отмечали, что турнир в последние годы носил скорее тренировочный характер.
Для участия в последнем турнире 2015 года шведским командам не требовалось вносить денежный взнос, российские команды для своего участия его вносили.
В 2016 году в связи с отказом от участия в турнире российских клубов в нём принимают участие только шведские клубы из провинции Хельсингланд: «Болльнес», «Бруберг», «Эдсбюн» и «Юсдаль».

## Все победители и призёры
| Год  | Победитель    | Финалист      | Третье место  | Четвёртое место |
| 2004 | Водник        | Эдсбюн        | Вестерос      | Сандвикен       |
| 2005 | Сандвикен     | СКА-Нефтяник  | Вестерос      | Зоркий          |
| 2006 | Динамо-Москва | Зоркий        | Эдсбюн        | СКА-Нефтяник    |
| 2007 | Эдсбюн        | Зоркий        | Ракета        | Вестерос        |
| 2008 | Динамо-Москва | Эдсбюн        | Ветланда      | Динамо-Казань   |
| 2009 | Динамо-Казань | Зоркий        | Сандвикен     | Ветланда        |
| 2010 | Зоркий        | Динамо-Москва | Сандвикен     | Бруберг         |
| 2011 | Зоркий        | Болльнес      | Динамо-Москва | Сандвикен       |
| 2012 | Зоркий        | Эдсбюн        | Динамо-Москва | Бруберг         |
| 2013 | Динамо-Москва | Эдсбюн        | ГАИС          | Ветланда        |
| 2014 | Болльнес      | Динамо-Москва | Зоркий        | Бруберг         |
| 2015 | Динамо-Москва | Зоркий        | Болльнес      | Кузбасс         |

## Все финалы
| Год  | Победитель    | Счёт         | Финалист      |
| 2004 | Водник        | 5:4          | Эдсбюн        |
| 2005 | Сандвикен     | 3:2 овертайм | СКА-Нефтяник  |
| 2006 | Динамо-Москва | 2:1          | Зоркий        |
| 2007 | Эдсбюн        | 3:2          | Зоркий        |
| 2008 | Динамо-Москва | 5:3          | Эдсбюн        |
| 2009 | Динамо-Казань | 4:3          | Зоркий        |
| 2010 | Зоркий        | 7:4          | Динамо-Москва |
| 2011 | Зоркий        | 5:4          | Болльнес      |
| 2012 | Зоркий        | 8:3          | Эдсбюн        |
| 2013 | Динамо-Москва | 5:2          | Эдсбюн        |
| 2014 | Болльнес      | 5:4 овертайм | Динамо-Москва |
| 2015 | Динамо-Москва | 10:2         | Зоркий        |